# パトリシア・タラビーニ
パトリシア・タラビーニ（Patricia Tarabini, 1968年8月6日 - ）は、アルゼンチン・ラプラタ出身の女子プロテニス選手。1996年の全仏オープン混合ダブルス部門で、同じアルゼンチンのハビエル・フラナと組んで優勝した選手である。2004年のアテネ五輪で、36歳にして銅メダルを獲得したことでも知られる。WTAツアーでシングルスの優勝はなかったが、ダブルスで15勝を挙げた。自己最高ランキングはシングルス29位、ダブルス12位。

## 来歴
1986年にプロ転向。タラビーニはキャリアの初期から、シングルスよりもダブルスで多くの好成績を出し始めた。彼女の4大大会シングルス成績は、全米オープンで1987年・1989年の2度、全仏オープンで1990年の3回戦進出が最高である。1992年にタラビーニはバルセロナ五輪でオリンピックに初出場を果たし、最初はシングルス・ダブルス両部門に出場した。シングルスでは2回戦で16歳のジェニファー・カプリアティに敗れたが、メルセデス・パスとのダブルスでベスト8に入る。1993年の全仏オープンで、タラビーニはサンドラ・チェッキーニ（イタリア）と組んで初めて4大大会女子ダブルスの準決勝に進出したが、第1シードのジジ・フェルナンデス＆ナターシャ・ズベレワ組に 6-7, 5-7 で敗れた。キャリアの最初期は、チェッキーニが最も親しいダブルス・パートナーであった。
1995年から、タラビーニはダブルス大会のほとんどをコンチタ・マルティネスと組んで出場するようになった。この年を最後に、彼女は女子テニスツアー大会のシングルス転戦を断念し、1995年全仏オープンの1回戦敗退を最後の4大大会シングルス出場にした。この年はウィンブルドンと全米オープンで2大会連続の女子ダブルス8強進出がある。翌1996年の全仏オープンで、パトリシア・タラビーニは同じアルゼンチンのハビエル・フラナと混合ダブルスのペアを組んで初優勝を飾った。タラビーニとフラナは、決勝でアメリカペアのルーク・ジェンセン＆ニコル・アレント組を 6-2, 6-2 で破って栄冠を獲得した。この後、タラビーニは1996年アトランタ五輪で2度目のオリンピックに出場し、ガブリエラ・サバティーニと組んだ女子ダブルスのみに出場したが、1回戦でベルギーペアに敗退した。
1998年の全豪オープンで、タラビーニは1993年全仏オープン以来2度目の4大大会女子ダブルス準決勝に進出する。タラビーニとコンチタ・マルティネスは、準々決勝でエレーナ・リホフツェワ＆杉山愛組を破った後、続く準決勝で第1シードのリンゼイ・ダベンポート＆ナターシャ・ズベレワ組に 3-6, 1-6 で敗れた。タラビーニの2度の4大大会女子ダブルス準決勝は、どちらもズベレワが決勝への道を阻んだことになる。1998年9月のトーナメントを最後に、タラビーニはシングルス戦から完全に撤退し、1999年以後はダブルスのみに活動を絞るようになった。
ダブルスに専念し始めた1999年は、日本の「トヨタ・プリンセス・カップ」でマルチネスとペアを組んだ優勝があり、タラビーニはマルチネスのコーチも務めるようになった。日本での優勝から5年後、パトリシア・タラビーニは2004年アテネ五輪の舞台で、アルゼンチン代表選手として女子ダブルスの銅メダルを獲得した。タラビーニとパオラ・スアレスのペアは、準決勝で中国代表の李婷＆孫甜甜組に 2-6, 6-2, 7-9 で敗れた後、準決勝敗退の2組による「銅メダル決定戦」で日本の杉山愛＆浅越しのぶ組に 6-3, 6-3 で勝ち、アルゼンチンのペアが銅メダルの表彰台に立った。タラビーニは1992年・1996年に続く3度目のオリンピック出場で、36歳という年齢で五輪の表彰台を実現させた。オリンピックの晴れ舞台に立った2004年は、4大大会でも全仏オープンとウィンブルドンで女子ダブルスのベスト16に進出している。
パトリシア・タラビーニは2006年8月6日、38歳の誕生日に現役を引退した。